# Santa Catarina, Metlatónoc
Santa Catarina är en ort i Mexiko.   Den ligger i kommunen Metlatónoc och delstaten Guerrero, i den sydöstra delen av landet, 260 km söder om huvudstaden Mexico City. Santa Catarina ligger 2 096 meter över havet och antalet invånare är 192.
Terrängen runt Santa Catarina är varierad. Runt Santa Catarina är det ganska glesbefolkat, med 43 invånare per kvadratkilometer. Närmaste större samhälle är San Vicente Zoyatlán, 18,3 km norr om Santa Catarina. I omgivningarna runt Santa Catarina växer huvudsakligen savannskog.